# Captain Planet
Captain Planet är huvudpersonen i TV-serien Captain Planet and the Planeteers. Han är en så kallad superhjälte, som kan flyga och förvandla sig själv till diverse naturelement, samt bemästra vädrets makter. Han dyker upp när Kwame, Wheeler, Linka, Gi och Ma-ti använder sina magiska ringar samtidigt. Hans svagheter är föroreningar.
Den 27 juni 2013 meddelade Sony Pictures att man arbetar med en film baserad på Captain Planet.

### Fotnoter
1. ↑  ”Captain Planet” (på engelska). Comicvine. http://www.comicvine.com/captain-planet/4005-44658/. Läst 13 februari 2015.
2. ↑  ”Sony Developing Captain Planet Movie”. Den of Geek US. 27 juni 2013. Arkiverad från originalet den 19 juli 2013. https://web.archive.org/web/20130719111820/http://www.denofgeek.us/movies/captain-planet/142947/sony-developing-captain-planet-movie. Läst 27 juni 2013.